# بس بند (لامرد)
بس بند (بالفارسية: پس بند) هي منطقة سكنية في محافظة فارس إيران التابعة لبلدة أشكنان مقاطعة لامرد.

## السكان
تقع هذه القرية في قسم كال وحسب احصاءات سنة 2006 كان عدد سكانها 620 نمسة يعيشون في 151 مسكن.